# Lars-Erik Larsson
Lars-Erik Larsson (født 15. maj 1908 i Åkarp, død 27. december 1986 i Helsingborg) var en svensk komponist.
Han regnes for en af de betydeligste repræsentanter for nyere svensk musik. Studerede hos Alban Berg.
Har skrevet 12 concertini for forskellige soloinstrumenter: fløjte, obo, klarinet, fagot, valdhorn, trompet, basun, violin, bratsch, cello, kontrabas og klaver. Han har også skrevet scenemusik og balletter, tre symfonier og en opera, Prinsessan av Cypern, kammermusik, strygekvartetter, koncerter og en del filmmusik. I Danmark kendes han måske bedst for sit værk Forklædt Gud for recitation, soli, kor og orkester, samt for orkesterværket Pastoral-suite.

## Udvalgte værker
- Symfoni nr. 1 (1927-1928) - for orkester
- Symfoni nr. 2 (1936-1937) - for orkester
- Symfoni nr. 3 (1944-1945) - for orkester
- Divertimento (1955) - for kammerorkester
- Pastorale suite (1938) - for kammerorkester
- Forklædt som gud (1940) (Kantate) -  for sopran, baryton, blandet kor og orkester